# Streptococcus salivarius
Streptococcus salivarius é uma bactéria que vive em paz no nosso trato digestivo. Combatem outras bactérias com as quais ela compete e que às vezes são prejudiciais a nós.
A família dos estreptococos possui várias espécies "ruins". Streptococcus mutans é responsável pela cárie dentária, S. pneumoniae causa certas pneumonias, S. pyogenes escarlatina, etc. 'S. O salivarius, por outro lado, é chamado de boa bactéria ”. 'É usado em particular como probiótico . É particularmente abundante na flora oral e também no intestino.
1. ↑  «Streptococcus salivarius» (em inglês). ITIS (www.itis.gov)